# 塞曼-都卜勒成像

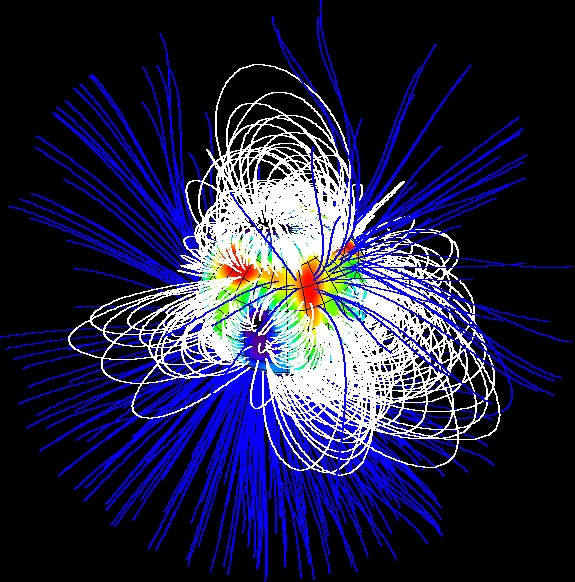
以塞曼-都卜勒成像方式繪製的一顆年輕的金牛T星御夫座SU表面磁場分佈圖。

天文物理學中的塞曼-都卜勒成像（Zeeman–Doppler imaging）是一種繪製恆星磁場圖的斷層攝影術方式。

## 原理
本方法是利用磁場對形成於大氣中的發射或吸收譜線極化的能力（塞曼效應）。恆星自轉時對塞曼效應的週期性變化訊號則可讓天文學家在恆星表面進形垂直磁場的迭代重建。
這個紀數是基於最大熵原理影像重建，並且會產生積於資料產生的許多解中兼容各種解的最簡單幾何形狀的磁場（例如一個球谐函数擴展）。
本技術最早被用來重建類似太陽恆星的垂直方向磁場幾何形狀。該方法現在提供了系統性研究恆星磁場的機會，並且得到了巨大拱形的磁場可以在恆星表面以上形成的資訊。為了得到與塞曼-都卜勒成像相關的觀測資料，天文學家使用恆星分光偏振儀（Spectropolarimeter）進行觀測，例如裝置在夏威夷加法夏望遠鏡的ESPaDOnS和法國南日比戈爾峰貝爾納·李奧望遠鏡的NARVAL。

## 外部連結
- Zeeman-Doppler Imaging （页面存档备份，存于）
- Stellar tomography: when medical imaging helps astronomy （页面存档备份，存于）
- Recent examples of using Zeeman-Doppler Imaging （页面存档备份，存于）